# Franciszek Heliński

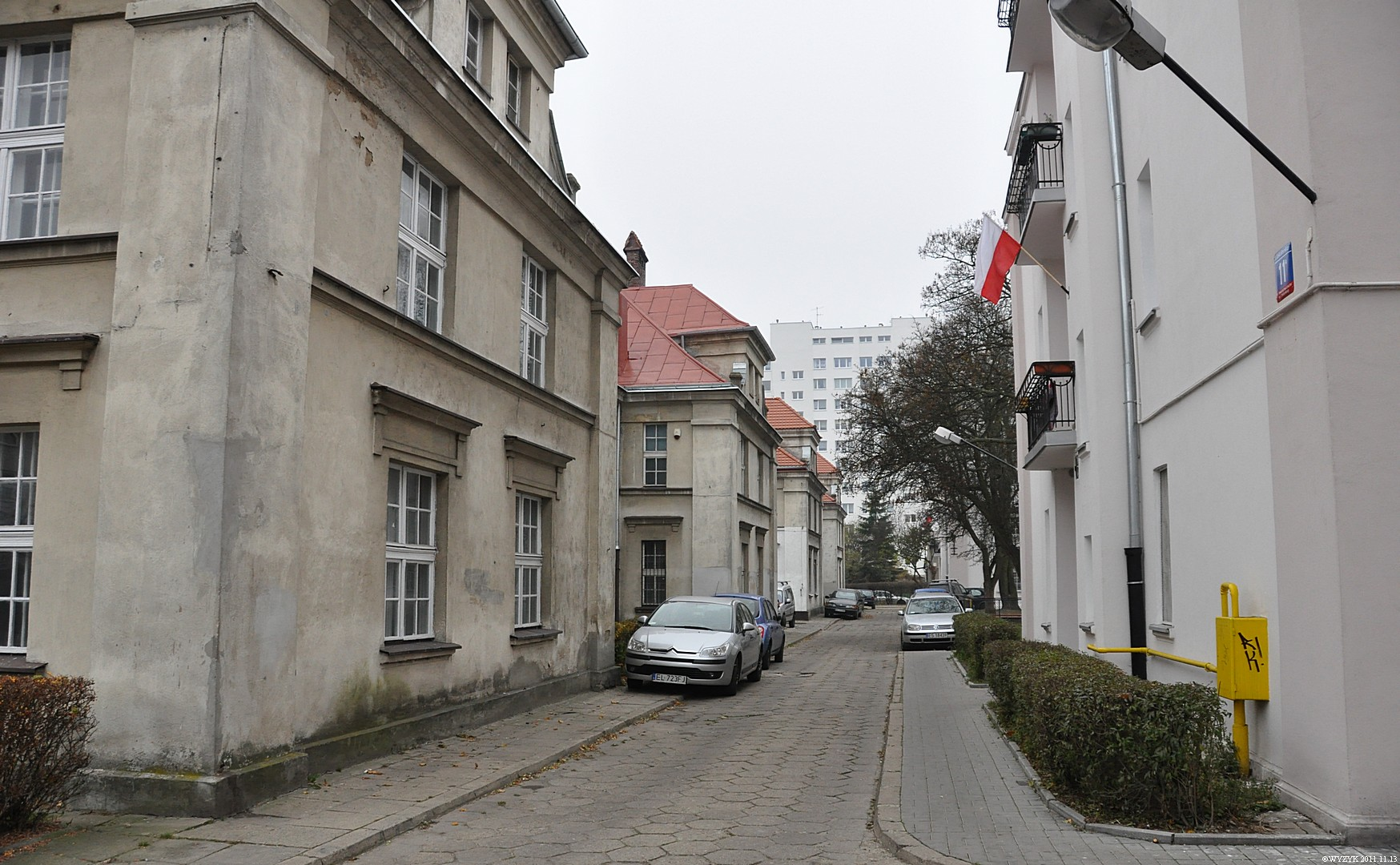
Osiedle Towarzystwa Spółdzielczego „Lokator”, którego budową kierował Franciszek Heliński

Franciszek Heliński (ur. 4 października 1901 w Łodzi, zm. 30 lipca 1965) – polski działacz spółdzielczy i księgowy, wieloletni prezes Towarzystwa Spółdzielczego „Lokator”.

## Życiorys
Heliński urodził się w rodzinie robotnika Teofila Helińskiego i Magdaleny z domu Karpińskiej. Był najstarszym z sześciorga rodzeństwa. W młodości mieszkał przy ul. Zagajnikowej 81 (obecnie: ul. dr. Stefana Kopcińskiego). Heliński z zawodu był księgowym. Przed II wojną światową działał w łódzkich strukturach Polskiej Partii Socjalistycznej. Podczas przewrotu majowego w 1926 był członkiem komendy milicji PPS w Łodzi. Jednocześnie od 1923 był działaczem, założonego w 1915, zrzeszającego w latach 20. XX w. ponad 20 tys. członków, Towarzystwa Spółdzielczego „Lokator”, w ramach którego m.in. został członkiem zarządu oraz kierował pracami budowlanymi bloków mieszkalnych na Chojnach na osiedlu Towarzystwa Spółdzielczego „Lokator” w latach 1927–1936, a także był zaangażowany w walkę o prawa lokatorów.
Podczas II wojny światowej był zaangażowany w działania związane z ruchem oporu. Po wyzwoleniu Łodzi spod okupacji niemieckiej 7 lutego 1945 został Prezesem Tymczasowego Zarządu Spółdzielni „Lokator” i zaangażował się w działalność spółdzielni, przejmując od okupantów administrowane osiedla przy ul. Lokatorskiej i ul. Łącznej, zabezpieczając mieszkania opustoszałe po niemieckich lokatorach, odtwarzając dokumentacje mieszkań, w celu zasiedlenia ich przez prawowitych właścicieli, a także zaangażował się w odbudowę struktur organizacyjnych spółdzielni w po II wojnie światowej oraz przeciwdziałał nieprzychylnemu stosunkowi władz centralnych wobec spółdzielni latach 1948–1956, ratując ją przed rozwiązaniem.
Ponadto po wojnie był pracownikiem Wydziału Zdrowia Prezydium Rady Narodowej miasta Łodzi. Od 1958 był prezesem spółdzielni mieszkaniowej Lokator. Był zaangażowany w rozwój placówek i działalności kulturalno-oświatowych na podlegających spółdzielni osiedlach. W latach 1956–1961 był przewodniczącym krajowej Rady Związku Spółdzielni Mieszkaniowych i Budowlanych, a od 1961 wiceprzewodniczącym, a także wiceprzewodniczącym Rady Centralnego Związku Spółdzielni Budownictwa Mieszkaniowego w Warszawie, członkiem Naczelnej Rady Spółdzielczej, przewodniczącym Rady Oddziałowej CZSBM w Łodzi, członkiem Łódzkiej Spółdzielczej Komisji Współpracy.
Jego żoną była Zofia Helińska.
Został pochowany na cmentarzu św. Franciszka w Łodzi.

## Odznaczenia
- Brązowy Krzyż Zasługi (1946) w uznaniu zasług położonych dla dobra Demokratycznej Polski w dziele zabezpieczenia porzuconego przez okupanta mienia, odbudowy i uruchomienia Miejskich Zakładów Użyteczności Publicznej, uczelni i licznych warsztatów pracy, jak również stworzenia życia gospodarczego i społecznego na terenie m. Łodzi[11]
- Medal 10-lecia Polski Ludowej (1956)[12]
- Krzyż Kawalerski Orderu Odrodzenia Polski,
- Srebrny Krzyż Zasługi,
- Odznaka Zasłużonego Działacza Ruchu Spółdzielczego[9].

## Upamiętnienie
- W 1985 w Łodzi na osiedlu Radogoszcz nowo wytyczoną ulicę nazwano ul. Franciszka Helińskiego[13].
- Spółdzielnia Mieszkaniowa Towarzystwa Lokator uzyskała patrona w postaci Franciszka Helińskiego[14][13].